# Agathis yui
Agathis yui är en stekelart som beskrevs av Michael J. Sharkey 2004. Agathis yui ingår i släktet Agathis och familjen bracksteklar. Inga underarter finns listade i Catalogue of Life.